# 孟攀麟
孟 攀鱗（もう はんりん、1204年 - 1267年）は、モンゴル帝国（大元ウルス）に仕えた漢人官僚の一人。字は駕之。雲内州の出身。

## 生涯
孟攀鱗の曽祖父の孟彦甫は金朝に仕えて西北路招討司知事の地位にあった人物で、死刑に相当する罪状で捕らえられてきた者達について、公正な審理を行って死罪を免じたという逸話が残されている。また祖父の孟鶴、父の孟沢民はみな金朝の進士であった。
孟攀鱗もまた幼い頃から文書を綴ることを得意とし、奇童と呼ばれていたという。1230年（庚寅/正大7年）に進士となり、朝散大夫・招討使の地位を授けられたが、1232年（壬辰/正大9年）より金朝の首都の開封の包囲戦が始まったことから、平陽に移住した。1246年（丙午）よりモンゴルに仕えて陝西帥府詳議官に任じられ、長安に移住した。クビライが即位した後の中統3年（1262年）には翰林待制・同修国史の地位を授けられている。
至元元年（1264年）にクビライに召し出され、太廟・礼楽・学校・科挙の整備等を行うよう進言したという。そこで、クビライは孟攀鱗に宗廟の祭祀にかかる事務を委ねている。その後、病を得て長安に戻ると陝西五路四川行中書省事に任じられたが、至元4年（1267年）に64歳にして亡くなった。